# Seleção da Alemanha de Hóquei no Gelo Feminino
A Seleção da Alemanha de Hóquei no Gelo Feminino representa a Alemanha nas competições oficiais da Federação Internacional de Hóquei no Gelo, da Federação Alemã de Hóquei no Gelo e nos Jogos Olímpicos de Inverno.
Em 1988 a seleção feminina absolveu seu primeiro jogo a nível internacional em Geretsried contra a Suíça.